# Gorjani (Užice)
Pour les articles homonymes, voir Gorjani.
Gorjani (en serbe cyrillique : Горјани) est un village de Serbie situé sur le territoire de la Ville d'Užice, district de Zlatibor. Au recensement de 2011, il comptait 652 habitants.
Gorjani est situé sur les bords de la Đetinja, un affluent de la Zapadna Morava.

## Démographie

### Évolution historique de la population
| 1948 | 1953 | 1961 | 1971 | 1981 | 1991 | 2002 | 2011 |
| ---- | ---- | ---- | ---- | ---- | ---- | ---- | ---- |
| 688  | 730  | 670  | 695  | 721  | 751  | 735  | 652  |

|  |